# Rue de la Ruche (Bruxelles)
Pour les articles homonymes, voir Rue de la Ruche.
La rue de la Ruche (en néerlandais : Bijenkorfstraat) est une rue bruxelloise de la commune de Schaerbeek qui va de la rue de l'Est à l'avenue Louis Bertrand.

## Histoire et description
Le nom de la rue rappelle la présence d'un apiculteur dans le quartier. La rue s'appelait précédemment, chemin de l'Église, car elle menait à l'ancienne église Saint-Servais.
La numérotation des habitations va de 1 à 61 pour le côté impair et de 2 à 62A pour le côté pair.

## Adresses notables
- no 28 : Institut Saint-Augustin
- no 30 : Institut communal technique Frans Fisher
- no 42 : Le futur Prix Nobel, Jules Bordet, alors adolescent, y vécut en 1885.
- no 43 : Le peintre Gaston Relens y a habité

## Voies d'accès
- arrêt Robiano du tram 25
- arrêt Robiano du bus 65
- arrêt Robiano du bus 66
- arrêt Église Saint-Servais du tram 92
- arrêt Robiano du bus N04